# Exocentrus nigricollis
Exocentrus nigricollis là một loài bọ cánh cứng trong họ Cerambycidae.